# Joan del Valle i Adroer
Joan del Valle o Joan de Balle (Tarragona, segle xviii — ?, segle XIX) fou un jurista i polític català. Es llicencià en dret a la Universitat de Cervera i fou advocat de la Reial Audiència, alhora que treballà com a administrador de les propietats catalanes del duc de Medinaceli. El 17 de setembre de 1810 fou elegit diputat a les Corts de Cadis en substitució del canonge lleidatà Josep Vidal. Va formar part de les comissions de justícia, premis, eclesiàstica i l'encarregada d'organitzar les províncies. També denuncià la situació dels pobles gravats pels ducs de Medinaceli i es mostrà partidari del proteccionisme econòmic estatal.
Va ser president de les Corts Espanyoles del 24 de novembre al 23 de desembre de 1812 i un dels signataris de la Constitució espanyola de 1812. Tornà a ser diputat suplent a les Corts Ordinàries de 1813. Tornà a ser diputat a les Corts de 1820-1822, on es mostrà contrari a suprimir el delme a Barcelona i partidari de la prohibició d'importació de fruites.

## Obres
- Informe... sobre la Memoria para la supresión del diezmo... (1842).